# Orbeasca de Sus, Teleorman
Orbeasca de Sus este un sat în comuna Orbeasca din județul Teleorman, Muntenia, România.

## Geografie
Orbeasca este situată în partea partea centrală a Câmpiei Române, în stânga râului Teleorman, având coordonatele: 44,15° latitudine și 25,31° Longitudine. Are o populație de 8400 locuitori, un climat temperat-continental, cu temperatură medie anuală de 10-11 °C și precipitații de 474-583 mm.

## Istorie
Comuna Orbeasca a luat ființă în epoca bronzului timpuriu. Aici au fost descoperite resturi de ceramică și unelte de silex, caracteristice culturii de Glina. De asemenea, au fost descoperite diferite morminte și obiecte din prima perioadă a fierului (Hallstatt) (cc. 1200 de ani î.Hr.). Tot în aceasta epocă au fost descoperite la Orbeasca și Lăceni tipare pentru turnat metale, îndeletnicirile traco-getilor fiind agricultura, păstoritul, meșteșugurile.